# Cor Porpra
El Cor Porpra (anglès: Purple Heart - PH) és una condecoració militar dels Estats Units concedida en nom del President als ferits o morts mentre servien, el 5 d'abril de 1917 o després, a les Forces Armades dels Estats Units. Amb el seu precursor, la Insígnia del mèrit militar, que va prendre la forma d'un cor fet de tela porpra, el Cor morat és el premi militar més antic que encara s'atorga als militars nord-americans. El National Purple Heart Hall of Honor es troba a New Windsor, Nova York.
S'ha atorgat aproximadament 1.910.162 vegades (fins al 5 de juny de 2010), de les quals axproximadament 430.000 a títol pòstum.

## Història
El Cor Porpra, designat com la Insígnia del Mèrit Militar, va ser establert per George Washington, llavors el comandant en cap de l'Exèrcit Continental, per ordre del seu Quarter General de Newburgh, Nova York, el 7 d'agost de 1782. La Insígnia del Mèrit Militar només va ser concedit pel mateix Washington a tres soldats de la Guerra Revolucionària. Washington va autoritzar els seus oficials subordinats a emetre insígnies de mèrit segons correspongués. Encara que mai no va ser abolida, la concessió de la insígnia no va ser proposada de nou oficialment fins després de la Primera Guerra Mundial.
El 10 d'octubre de 1927, el  cap d'estat major de l'exèrcit, el general Charles Pelot Summerall, va ordenar que s'enviés un projecte de llei al Congrés "per reviure la Insígnia del Mèrit Militar". El projecte de llei va ser retirat i l'acció sobre el cas va cessar el 3 de gener de 1928, però l'oficina de l'Adjudant General va rebre instruccions per arxivar tots els materials recollits per a un possible ús futur. Diversos interessos privats van intentar que la medalla es tornés a instituir a l'Exèrcit; això incloïa la junta directiva del Museu Fort Ticonderoga de Ticonderoga, Nova York.
El 7 de gener de 1931, el successor de Summerall, el general Douglas MacArthur, va reobrir confidencialment el treball en un nou disseny, que implicava la Comissió de Belles Arts de Washington. Elizabeth Will, una especialista heràldica de l'Exèrcit a l'Oficina de l'Intendent General, va ser nomenada per redissenyar la medalla recentment reviscuda, que va passar a ser coneguda com el Cor porpra. Utilitzant les especificacions generals que se li van proporcionar, Will va crear l'esbós de disseny de l'actual medalla del Cor porpra. El nou disseny, que mostra un bust i un perfil de George Washington, es va publicar en el bicentenari del naixement de Washington.

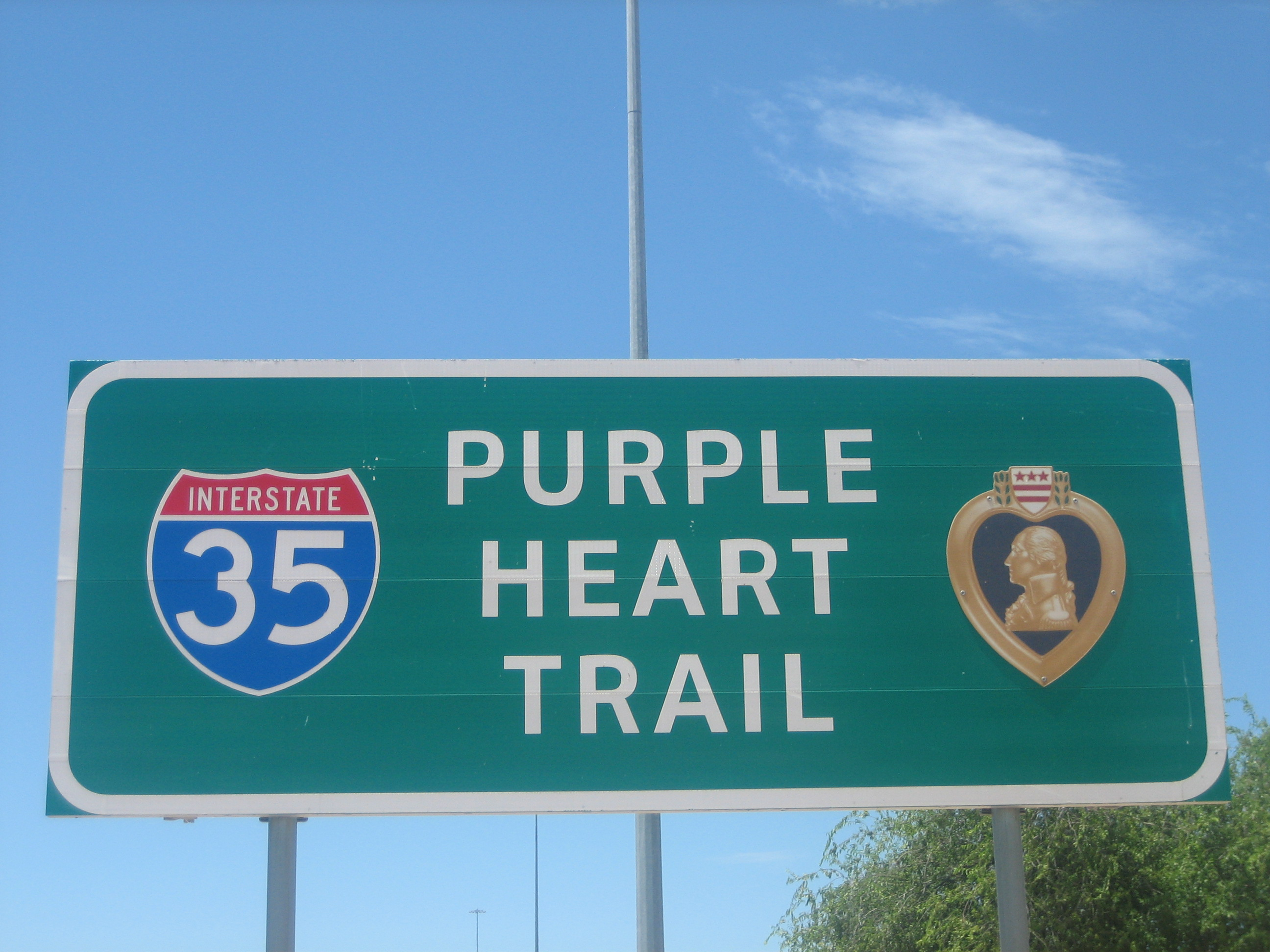
Cartell a l'Interestatal 35 que designa el Purple Heart Trail.

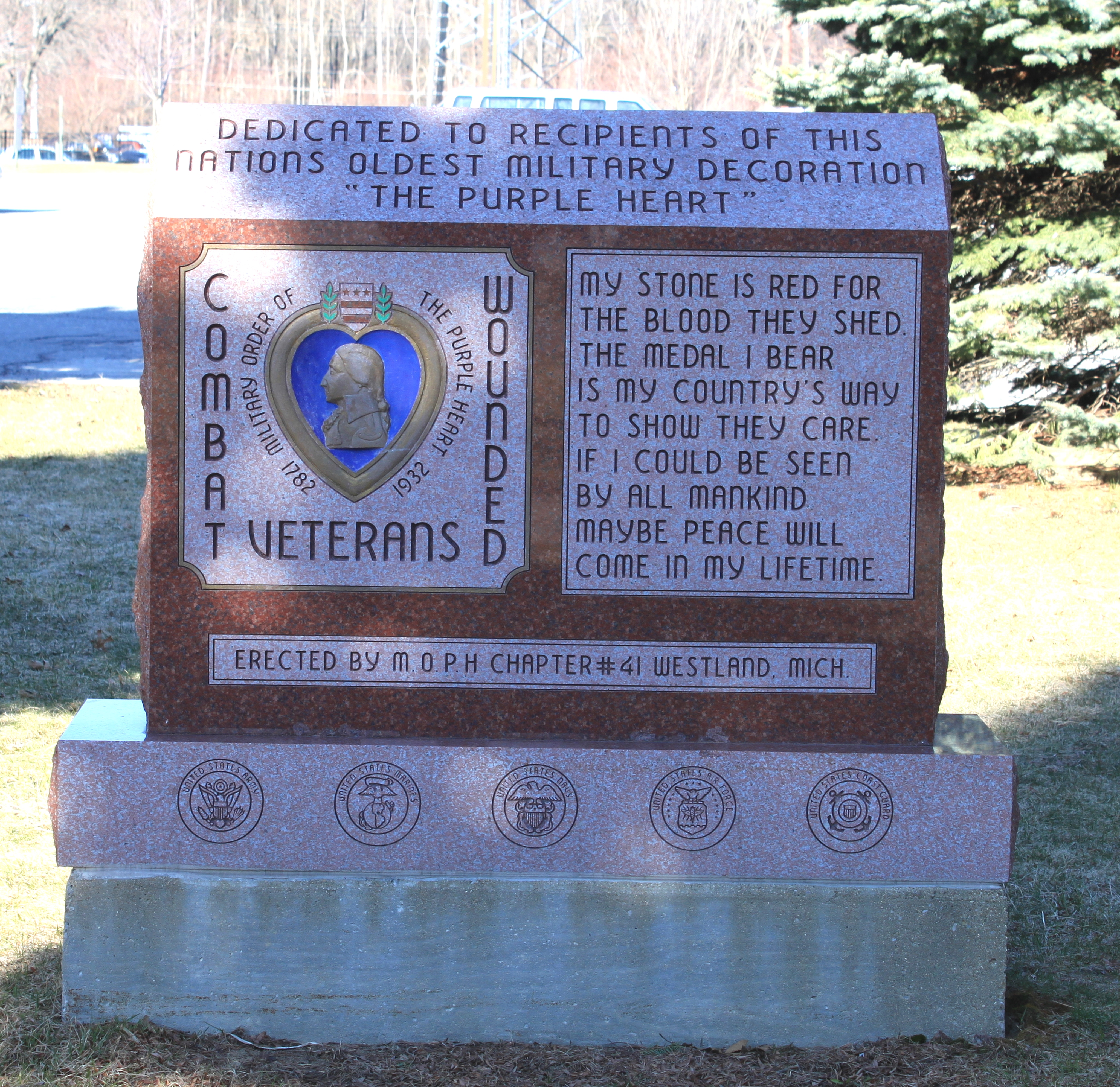
Purple Heart Memorial, Westland, Michigan

La Comissió de Belles Arts va sol·licitar models de guix de tres escultors principals per a la medalla, seleccionant el de John R. Sinnock de la Casa de la Moneda de Filadèlfia el maig de 1931. Per ordre executiva del president dels Estats Units, el Cor porpra va ser reviscut el 200è. aniversari del naixement de George Washington, per respecte a la seva memòria i èxits militars, per l'Ordre General núm. 3 del Departament de Guerra , de data 22 de febrer 1932.
Els criteris es van anunciar en una circular del Departament de Guerra de data 22 de febrer de 1932 i s'autoritzava l'atorgament als soldats, a petició d'ells, que havien rebut el Certificat de Citació de Servei Meritori, la Cinta de l'exèrcit per ferides, o estaven autoritzats a portar galons de ferit després del 5 d'abril de 1917, el dia abans que els Estats Units entressin a la Primera Guerra Mundial. El primer Cor porpra va ser atorgat a MacArthur. Durant el primer període de la implicació nord-americana a la Segona Guerra Mundial (8 de desembre de 1941 - 22 de setembre de 1943), el Cor porpra va ser atorgat tant per les ferides rebudes en acció contra l'enemic com pel compliment meritori del seu deure. Amb l'establiment de la Legió del Mèrit, per una Acta del Congrés, es va suspendre la pràctica d'atorgar el Cor porpra per servei meritori. Per Ordre executiva 9277, de 3 de desembre de 1942, la condecoració s'aplicava a tots els serveis; l'ordre exigia una aplicació raonable i uniforme de la normativa per a cadascun dels Serveis. Aquesta ordre executiva també autoritzava el premi només per les ferides rebudes. Tant per al personal militar com per al civil durant l'era de la Segona Guerra Mundial, per complir l'elegibilitat per al Cor porpra, AR 600–45, del 22 de setembre de 1943 i el 3 de maig de 1944, calia identificar les circumstàncies.
Després que el premi es tornés a autoritzar l'any 1932, alguns ferits de l'exèrcit nord-americà per conflictes anteriors a la Primera Guerra Mundial van sol·licitar i van rebre el Cor porpra:
| « | ... els veterans de la Guerra Civil i les Guerres Índies, així com la Guerra hispanoamericana, l'expedició de socors a la Xina i la insurrecció filipina també van rebre el Cor porpra. Això es deu al fet que la normativa original que regulava l'atorgament del Cor porpra, publicada per l'Exèrcit l'any 1932, preveia que qualsevol soldat que hagués estat ferit en qualsevol conflicte que involucrés personal de l'exèrcit nord-americà pogués sol·licitar la nova medalla. Només hi havia dos requisits: el sol·licitant havia d'estar viu en el moment de la sol·licitud (no es permetien premis pòstums) i havia de demostrar que havia rebut una ferida que requeria tractament per part d'un metge. | » |

Subjecte a l'aprovació del Secretari de Defensa, Ordre executiva 10409 , de 12 de febrer de 1952, autoritzacions revisades per incloure els secretaris de servei. De data 25 d'abril de 1962, l'Ordre executiva 11016 incloïa disposicions per a l'atorgament pòstum del Cor porpra. De data 23 de febrer de 1984, Ordre executiva 12464 , autoritzava l'atorgament del Cor porpra com a conseqüència d'atacs terroristes, o mentre servia com a part d'una força de manteniment de la pau, posterior al 28 de març de 1973.
El 13 de juny de 1985, el Senat va aprovar una esmena al projecte de llei d'autorització de defensa de 1985, que va canviar la precedència de la medalla del Cor porpra, d'immediatament per sobre de la Medalla de la Bona Conducta a immediatament per sobre de les Medalles del Servei Meritori. La Llei Pública 99-145 autoritzava l'adjudicació de les ferides rebudes com a conseqüència del foc amic. La Llei Pública 104-106 va ampliar la data d'elegibilitat, autoritzant l'atorgament del Cor porpra a un antic presoner de guerra que hagués resultar ferit després del 25 d'abril de 1962. La Llei d'autorització de defensa nacional per a l'any fiscal 1998 (Llei Pública 105-85) va canviar la criteris per eliminar l'autorització per a l'atorgament del Cor porpra a qualsevol nacional dels Estats Units no militar que prestés servei sota l'autoritat competent a qualsevol capacitat amb les Forces Armades. Aquest canvi va entrar en vigor el 18 de maig de 1998.
Durant la Segona Guerra Mundial, es van fabricar 1.506.000 medalles del Cor porpra, moltes en previsió de les baixes estimades derivades de la planificada invasió aliada del Japó. Al final de la guerra, fins i tot comptant amb les medalles perdudes, robades o malgastades, en quedaven gairebé 500.000. El total de víctimes militars americanes combinades dels setanta anys posteriors al final de la Segona Guerra Mundial, incloses les guerres de Corea i del Vietnam, no van superar aquest nombre. L'any 2000, hi havia 120.000 medalles Cor porpra en estoc entre totes les Forces Armades dels Estats Units. L'excedent existent va permetre que les unitats de combat a l'Iraq i l'Afganistan poguessin tenir Cors porpra a mà per atorgar-los immediatament als soldats ferits al camp. El Centre de Subministraments de Defensa de Filadèlfia (DSCP), responsable de supervisar la producció i distribució de les medalles a cada branca de l'exèrcit nord-americà, ha ordenat la creació de milers de Cors porpra més des de l'any 2000. Especificacions idèntiques a les de la dècada de 1940, aquestes noves medalles s'intercalen avui amb les existències de l'antic excedent.
L'any 2009, National Geographic va estimar el nombre de Cors porpra atorgats com:
- Primera Guerra Mundial: 320.518
- Segona Guerra Mundial: 1.076.245
- Guerra de Corea: 118.650
- Guerra del Vietnam: 351.794
- Guerra del Golf Pèrsic: 607
- Guerra de l'Afganistan: 12.534 (a partir del 18 de novembre de 2018)[15]
- Guerra de l'Iraq: 35.411 (a partir del 18 de novembre de 2018)[15]
- Operació Resolució inherent: 76 (a partir del 4 de maig de 2020)[16][17]
- Missió d'Estabilització Integrada Multidimensional de les Nacions Unides a Mali, atac al supercamp de la MINUSMA: 2 (a partir del 14 d'abril de 2018 )[18]

El 7 d'agost de cada any és reconegut com el "Dia Nacional del Cor Porpra".

## Criteris

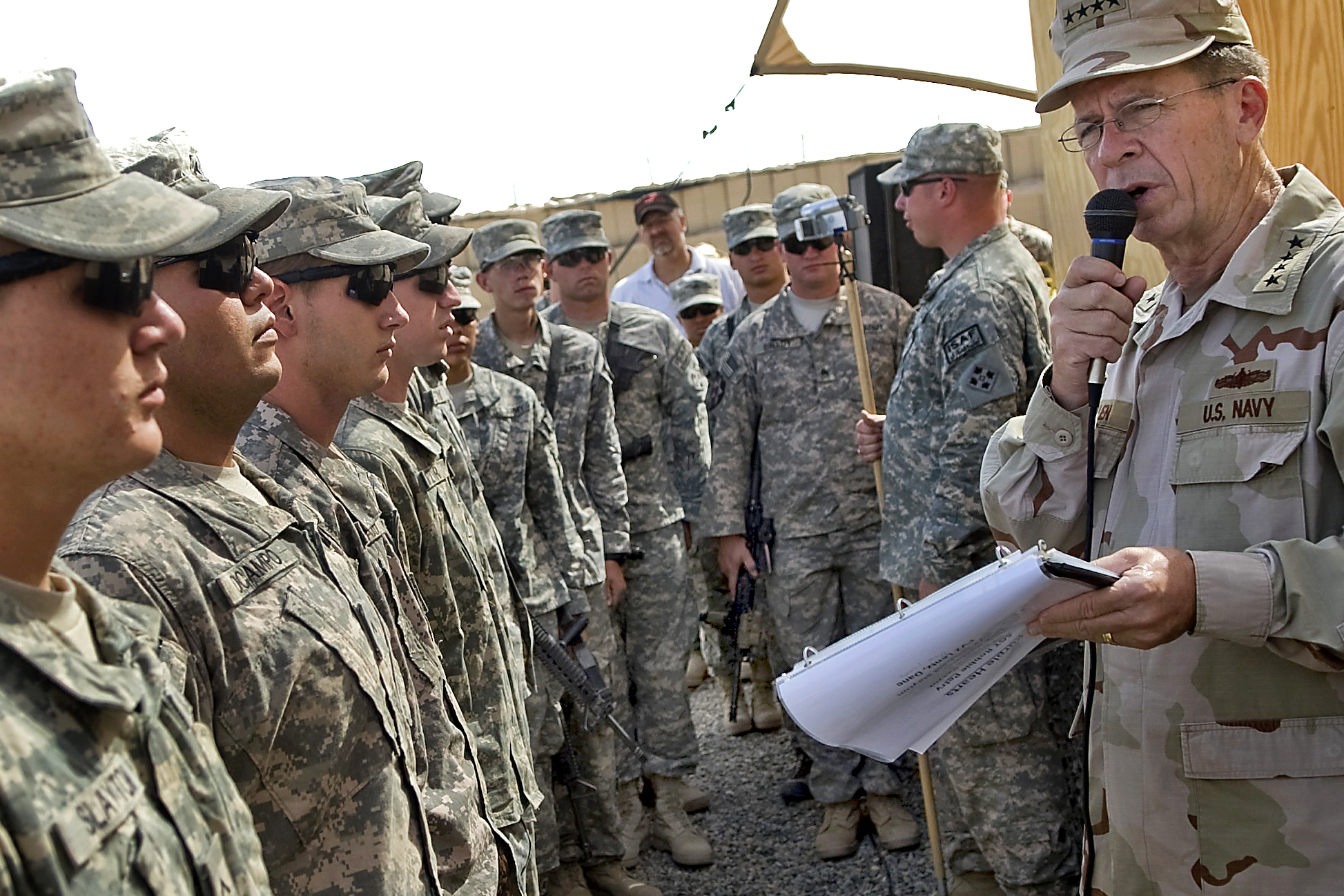
L'almirall Mike Mullen llegeix les citacions de set soldats que reben Cors porpra per les ferides patides a l'Afganistan

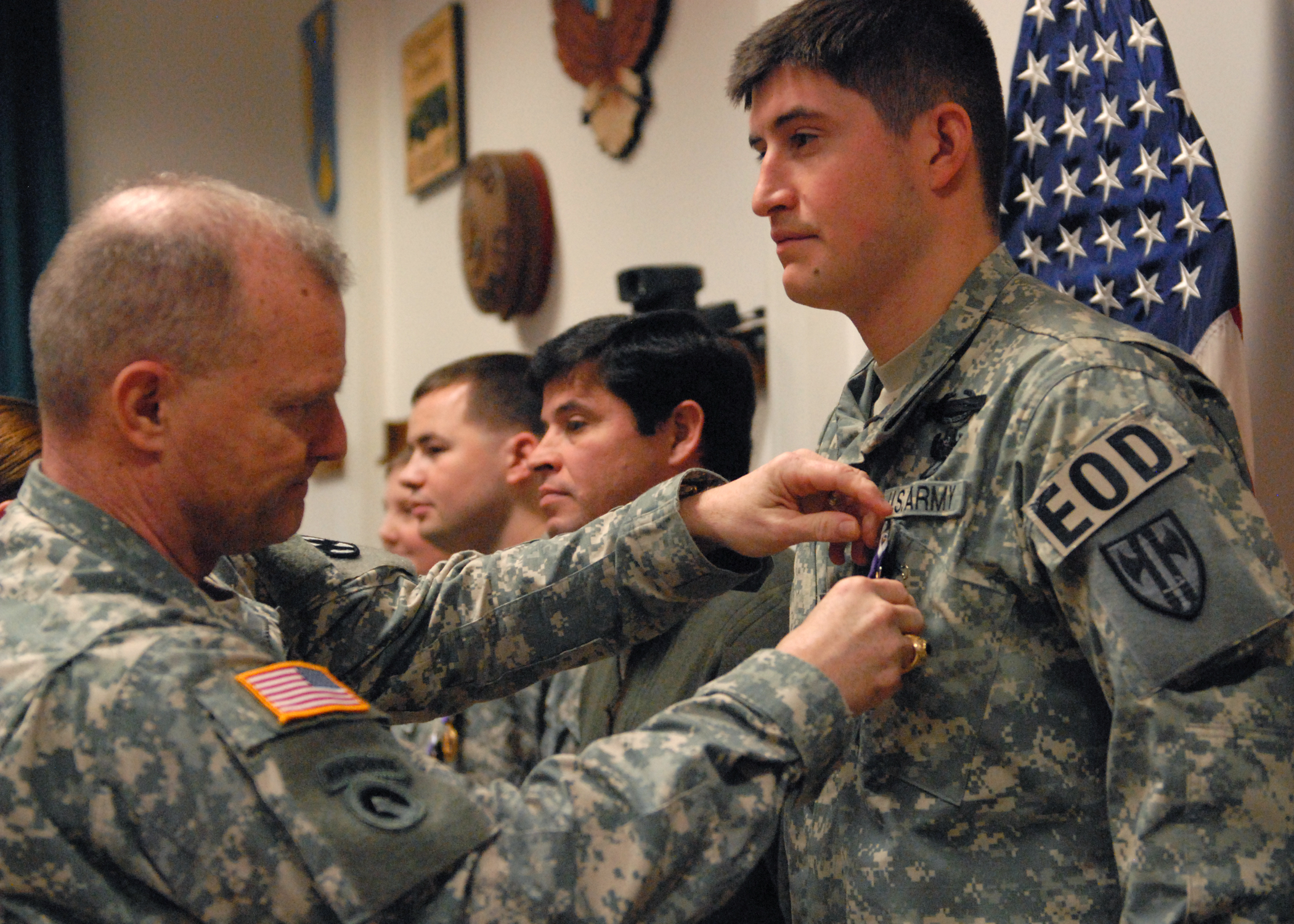
Un soldat rep el Cor morat durant una cerimònia a Coleman Barracks

El Cor porpra s'atorga en nom del President dels Estats Units a qualsevol membre de les Forces Armades dels Estats Units que, mentre serveix sota l'autoritat competent en qualsevol càrrec amb un dels serveis armats dels Estats Units després del 5 d'abril de 1917, hagi estat ferit o mor. Alguns exemples específics de serveis que justifiquen el Cor porpra inclouen:
a) qualsevol acció contra un enemic dels Estats Units;
b) qualsevol acció amb una força armada oposada d'un país estranger en què les Forces Armades dels Estats Units estiguin o hagin estat involucrades;
c) mentre serveix amb forces estrangeres amigues involucrades en un conflicte armat contra una força armada contraria en la qual els Estats Units no són part bel·ligerant;
d) com a resultat d'un acte de qualsevol d'aquests enemics o forces armades oposades; o
e) com a resultat d'un acte de qualsevol força estrangera hostil.
Els criteris (c) i (e) es van afegir per l'Ordre executiva 11016 el 25 d'abril de 1962, ja que el personal de servei nord-americà s'estava enviant a Vietnam del Sud durant la guerra del Vietnam com a assessors militars en lloc de combatents. Com que molts estaven sent morts o ferits mentre servien en aquesta capacitat al Vietnam del Sud, i com que els Estats Units no van ser formalment un participant de la guerra (fins a 1965), no hi havia cap "enemic" per satisfer el requisit d'una ferida o mort rebuda. "en acció contra un enemic". En resposta, el president John F. Kennedy va signar l'ordre executiva que atorgava a qualsevol persona ferida o morta "mentre servia amb forces estrangeres amigues" o "com a resultat de l'acció d'una força estrangera hostil". 
Després del 28 de març de 1973, es pot atorgar com a conseqüència d'un atac terrorista internacional contra els Estats Units o una nació estrangera amiga dels Estats Units, reconegut com a tal atac pel Secretari de l'Exèrcit, o conjuntament pels Secretaris dels diferents serveis armats separats afectats si persones de més d'un servei resulten ferides en l'atac. A més, es pot atorgar com a resultat d'operacions militars mentre serveix fora del territori dels Estats Units com a part d'una força de manteniment de la pau. 
El Cor porpra es diferencia de la majoria de les altres decoracions en què no es "recomanen" un individu per a la decoració; més aviat el membre del servei hi té dret quan compleixi criteris específics. Es concedeix un Cor porpra per la primera ferida patida en les condicions indicades anteriorment, però per a cada premi posterior es porta un  manat de fulles de roure o una estrella de 5/16 de polzada en lloc d'una altra medalla. No es concedirà més d'un premi per més d'una ferida o lesió rebuda al mateix instant.
Una "ferida" es defineix com una lesió a qualsevol part del cos per una força o agent extern patida en una o més de les condicions esmentades anteriorment. No cal una lesió física; no obstant això, la ferida per la qual s'atorga el premi ha d'haver requerit tractament per part d'un oficial mèdic i els registres de tractament mèdic de les ferides o lesions rebudes en acció han d'haver estat registrats oficialment. A l'hora de contemplar l'atorgament d'aquesta condecoració, la qüestió clau que han de tenir en compte els comandants és el grau en què l'enemic va causar la lesió. El fet que el destinatari proposat participés en operacions de combat directes o indirectes és un requisit previ necessari, però no és l'única justificació per a l'adjudicació. El Cor porpra no s'atorga per lesions que no siguin de combat.
Les lesions relacionades amb l'enemic que justifiquen l'atorgament del Cor porpra inclouen: lesions causades per bala, metralla o un altre projectil enemic creat per l'acció de l'enemic; lesions causades per mina terrestre , mina naval o parany col·locada per l'enemic ; lesions causades per un agent químic, biològic o nuclear alliberat per l'enemic; lesions causades per accident de vehicle o avió com a resultat del foc enemic; i, lesions de commoció cerebral causades com a resultat d'explosions generades per l'enemic.
Les lesions o les ferides que no justifiquen per a l'adjudicació del Cor porpra inclouen lesions per congelació o lesions de peu de trinxera; cop de calor; intoxicació alimentària no causada per agents enemics; agents químics, biològics o nuclears no alliberats per l'enemic; fatiga de combat; malaltia no causada directament per agents enemics; accidents, per incloure explosius, aeronaus, vehicles i altres ferides accidentals no relacionades ni causades per l'acció de l'enemic; ferides autoinfligidas (p. ex., un soldat dispara accidentalment o intencionadament la seva pròpia arma i la bala li colpeja la cama), excepte quan està en ple combat, i no implica una negligència greu; trastorns d'estrès postraumàtic; i ferides per salt no causades per l'acció de l'enemic.
No es pretén que es faci una interpretació tan estricta del requisit que la ferida o lesió sigui causada per un resultat directe d'una acció hostil que impedeixi que la condecoració s'atorgui al personal mereixedor. Els comandants també han de tenir en compte les circumstàncies que envolten una lesió, fins i tot si sembla complir els criteris. En el cas d'una persona ferida mentre feia aterrar un paracaigudes des d'un avió que havia estat abatut pel foc enemic; o bé, una persona ferida com a conseqüència d'un accident de vehicle causat per foc enemic, la decisió es prendrà a favor de la persona i es farà l'adjudicació. A més, els individus ferits o morts com a resultat del "foc amic" en el "calor de la batalla" rebran el Cor porpra sempre que el projectil o l'agent "amic" hagi estat alliberat amb la plena intenció d'infligir dany o destruir les tropes enemigues. o equip. Les persones ferides com a conseqüència de la seva pròpia negligència, com ara conduir o caminar per una zona no autoritzada que se sap que ha estat minada o prohibida, o cercant o recollint municions sense explotar com a records de guerra, no rebran el Cor porpra. evidentment no van resultar ferits com a resultat de l'acció de l'enemic, sinó per la seva pròpia negligència.
Els animals generalment no són elegibles per al Cor porpra; tanmateix, hi ha hagut casos rars en què els animals amb grau militar van ser honrats amb el premi. Un exemple inclou el cavall Sergent Reckless durant la Guerra de Corea i el gos Sergeaçnt Stubby del 102è Regiment d'Infanteria durant la Primera Guerra Mundial.

### Elegibilitat anterior

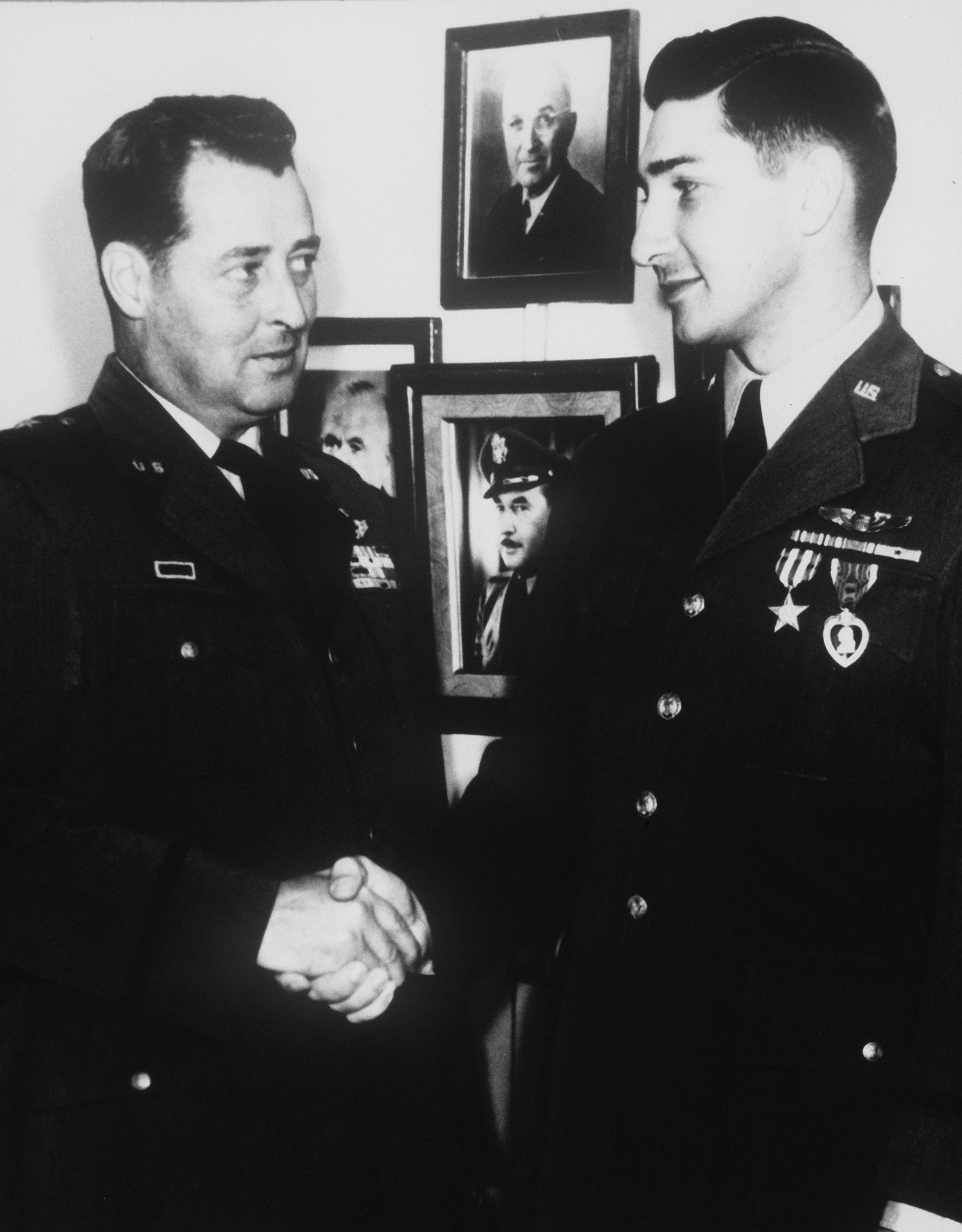
El pilot de la Força Aèria dels Estats Units, el capità Lyle Bordeaux (a la dreta), rebent el cor porpra i l'estrella de plata del general de brigada Joe W. Kelly durant la guerra de Corea.

De 1942 a 1997, el personal no militar que servia o estava estretament afiliat a les forces armades, com a empleats del govern, treballadors de la Creu Roja, corresponsals de guerra i diverses altres professions, eren elegibles per rebre el Cor porpra, ja fos en temps de pau o en conflictes armats. Entre les primeres persones que van rebre el premi hi havia nou bombers del Departament de Bombers d'Honolulu (HFD) que van morir o van resultar ferits en temps de pau mentre lluitaven contra els incendis a Hickam Field durant l'atac a Pearl Harbor En total, uns 100 homes i dones que van servir com a personal no militar van rebre el guardó, el més famós va ser el periodista Ernie Pyle , a qui l'exèrcit va atorgar un Cor porpra pòstum després de ser mort pel foc de metralladora pels japonesos al teatre del Pacífic prop del final de la Segona Guerra Mundial. Abans de la seva mort, Pyle havia vist i experimentat combats al Teatre Europeu mentre acompanyava i escrivia sobre infants per als lectors als Estats Units. Els que serveixen a la Marina Mercant no eren elegibles per al premi. Durant la Segona Guerra Mundial, els membres d'aquest servei que complien els criteris de Cor porpra van rebre una medalla de mariner de la marina mercant.
Els darrers Cors Porpra presentats a personal no militar es van produir després dels atacs terroristes a Khobar Towers, Aràbia Saudita, el 1996; per les seves ferides, uns 40 empleats de la funció pública dels Estats Units van rebre el premi.
No obstant això, l'any 1997, a instàncies de l'Ordre Militar del Cor Porpra, el Congrés va aprovar una legislació que prohibeix els futurs premis del Cor Porpra a personal no militar. Els empleats civils del Departament de Defensa dels Estats Units que moren o resulten ferits com a resultat d'una acció hostil poden rebre la nova Medalla de Defensa de la Llibertat. Aquest premi va ser creat poc després dels atemptats terroristes de l'11 de setembre de 2001.

## Aparença

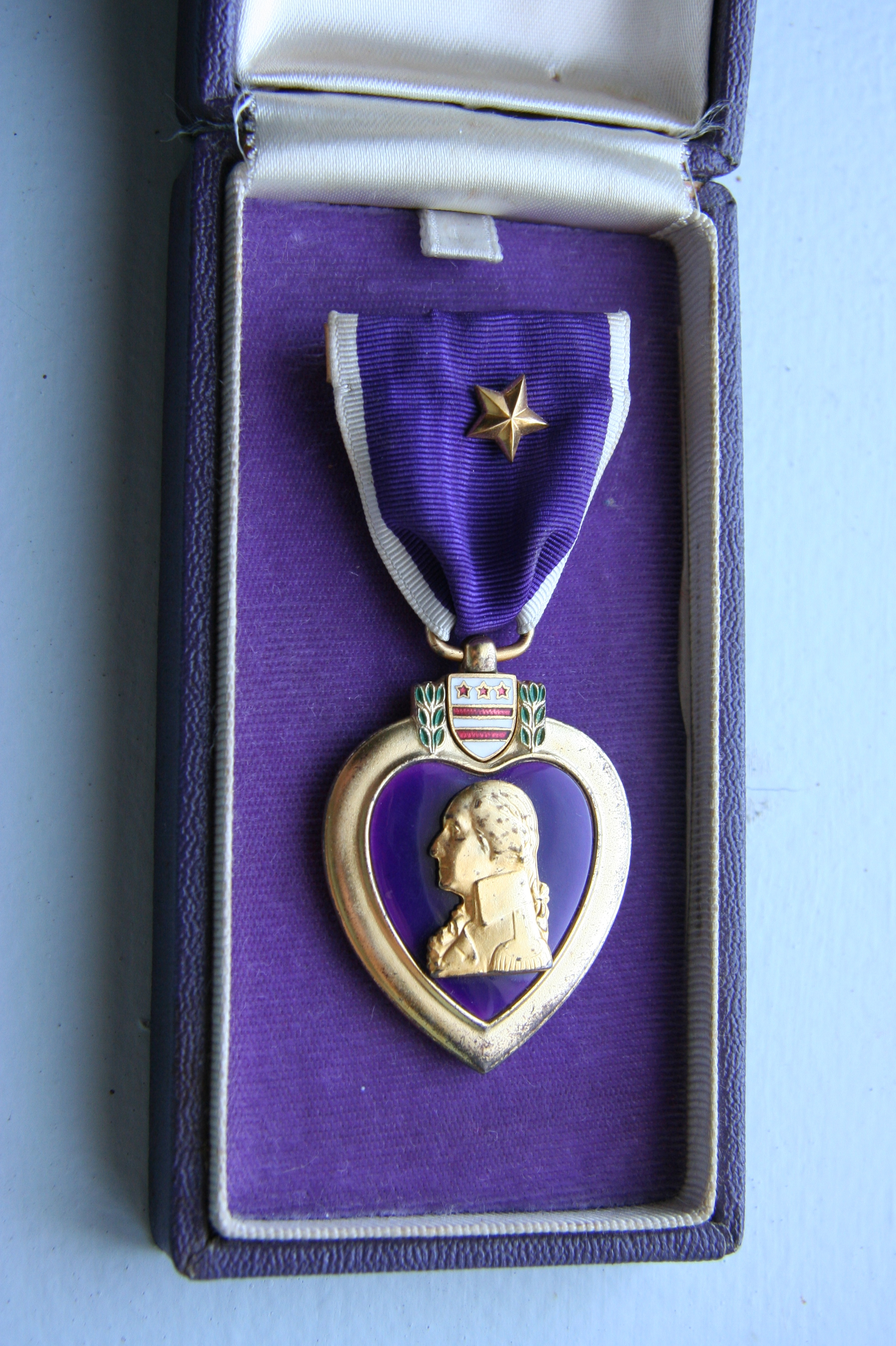
Medalla del Cor porpra morat amb una estrella d'or de 5⁄16 polzades a la caixa de presentació. USN-USMC, Segona Guerra Mundial.

El premi Cor porpra és una medalla d'aliatge de llautó en forma de cor de color morat i daurat de 3 ⁄ 8 polzades (35 mm) d'ample que conté un perfil del general George Washington. A sobre del cor apareix un escut de l'escut de George Washington (un escut blanc amb dues barres vermelles i tres estrelles vermelles en cap) entre manats de fulles verdes. El revers consisteix en un cor de bronze aixecat amb les paraules FOR MILITARY MERIT (PEL MÈRIT MILITAR) a sota de l'escut i les fulles.
La cinta és 1+3 ⁄ 8 polzades (35 mm) d'ample i consta de les ratlles següents: 1 ⁄ 8 polzades (3,2 mm) blanc 67101; 1+1 ⁄ 8 polzades (29 mm) morat 67115; i 1 ⁄ 8 polzades (3,2 mm) blanc 67101.

## Presentació

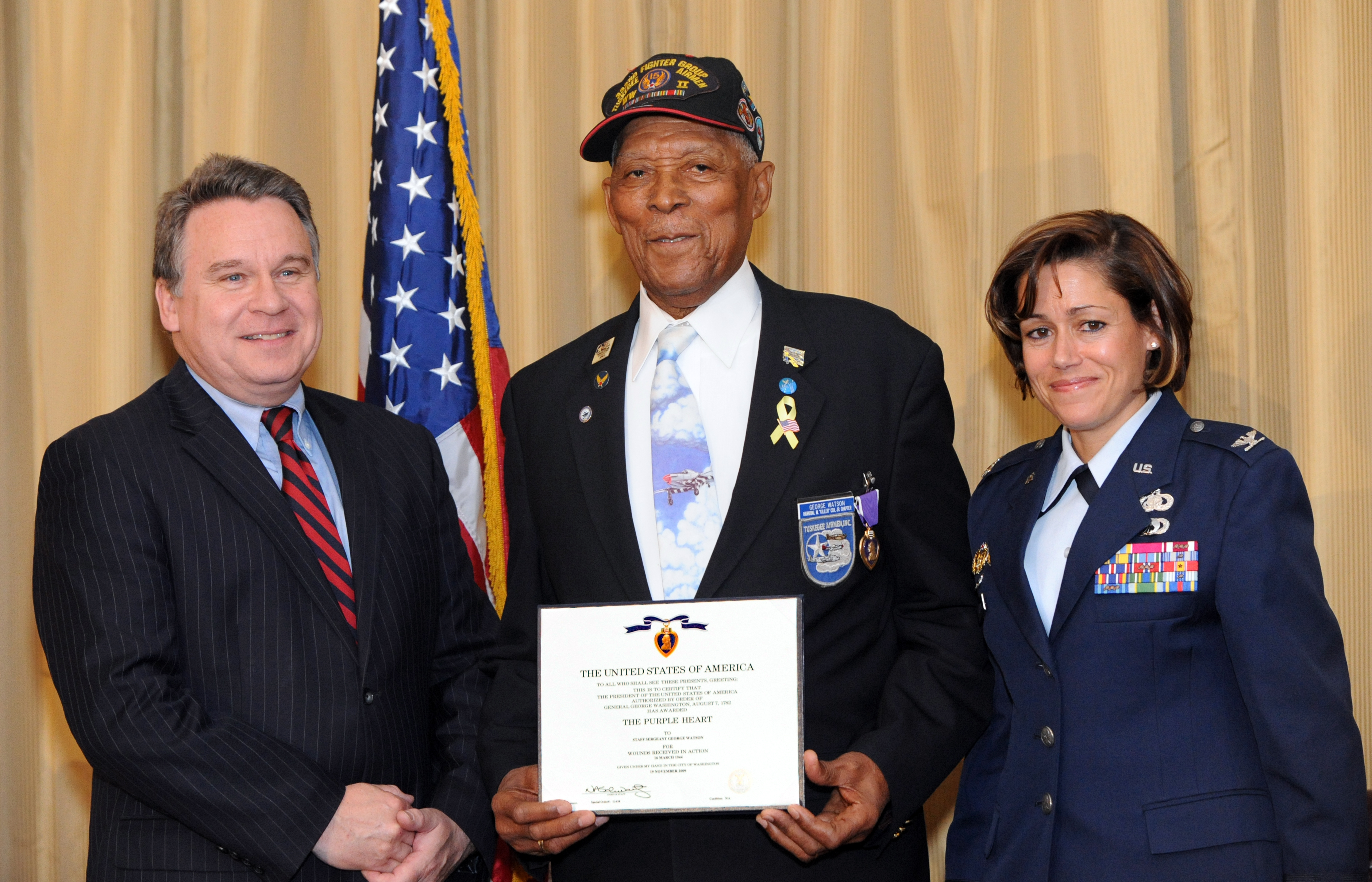
El congressista Christopher Smith va presentar la medalla del cor porpra al Tuskegee Airman Tech. Sgt. (Ret.) George Watson Sr. amb l'aleshores coronel Gina M. Grosso, comandant de la base conjunta McGuire-Dix-Lakehurst

El personal actual en servei actiu reben el Cor porpra recomanació de la seva cadena de comandament, indicant la lesió rebuda i l'acció en què va resultar ferit el membre del servei. L'autoritat d'adjudicació del Cor porpra és normalment al nivell d'una brigada de l'exèrcit, divisió del cos de marines, ala de la Força Aèria, delta de la força espacial o grup de treball de la Marina. Tot i que l'atorgament del Cor porpra es considera automàtic per a totes les ferides rebudes en combat, encara s'ha de revisar cada presentació de premi per assegurar-se que les ferides rebudes van ser com a resultat de l'acció de l'enemic. Les presentacions del Cor porpra actuals es registren tant en còpia impresa com en registres de servei electrònics. L'anotació del Cor porpra es denota tant amb el comandament dels pares del membre del servei com a la seu del departament del servei militar. Es presenta una citació i un certificat de premi originals al membre del servei i s'arxiven al registre del servei de camp.

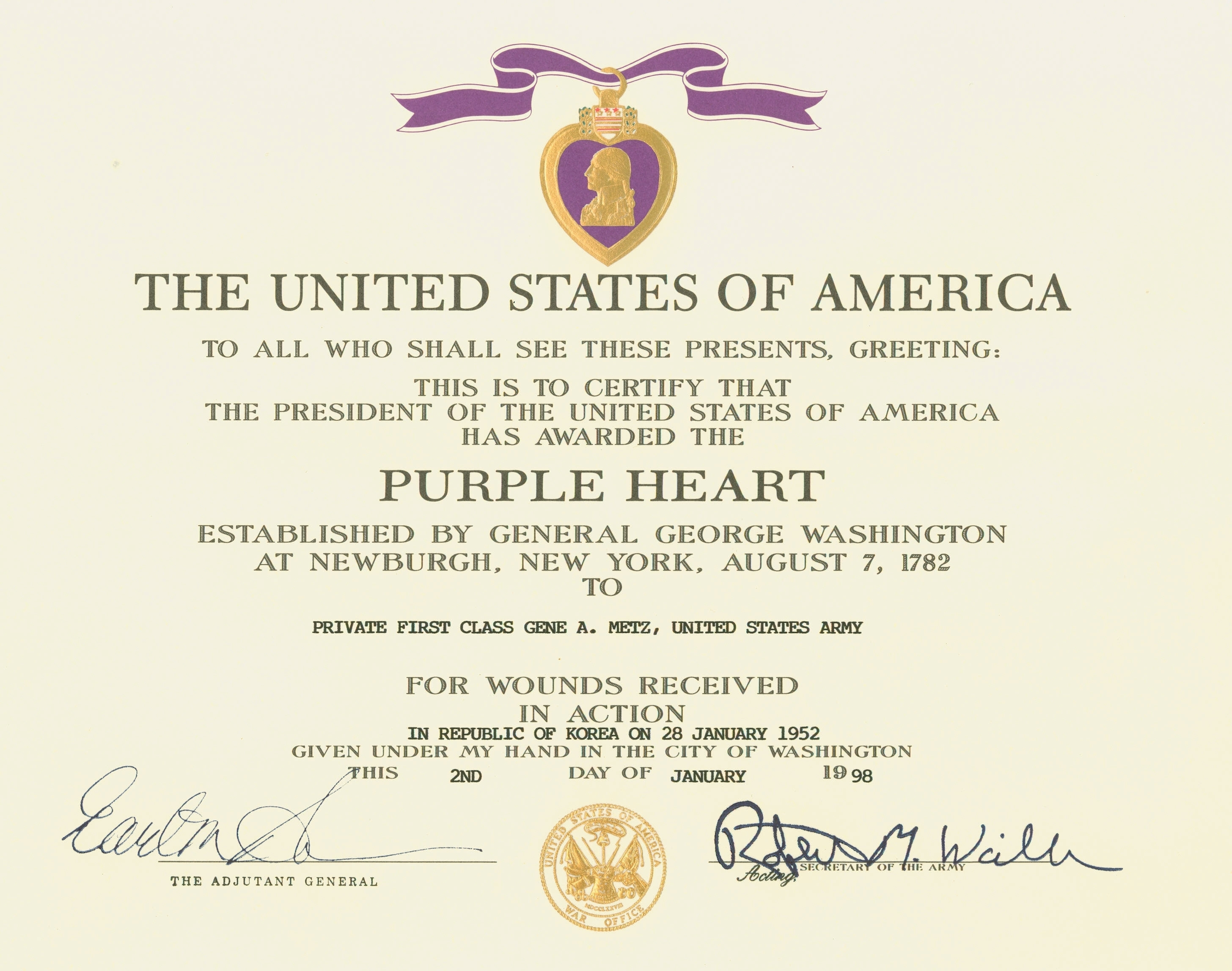
Certificat de cor porpra de l'exèrcit dels EUA per a un soldat ferit durant la guerra de Corea

Durant la Guerra del Vietnam, la Guerra de Corea i la Segona Guerra Mundial, el Cor porpra sovint es va atorgar al moment, amb entrades ocasionals fetes als registres de servei. A més, durant les desmobilitzacions massives després de cadascuna de les guerres més importants dels Estats Units del segle xx, era habitual ometre l'esment dels registres de servei d'un premi Cor púrpura. Això es va produir a causa d'errors d'administració i es va convertir en problemàtic una vegada que es va tancar un registre de servei a l'alta. Pel que fa al manteniment de registres precisos, era habitual que alguns comandants de camp fessin presentacions al costat del llit del Cor porpra. Normalment, això implicava que un general entrava a un hospital amb una caixa de cors porpra, els fixava als coixins dels membres del servei ferits, i després se n'anava sense registres oficials de la visita o l'atorgament del Cor porpra.
Els mateixos membres del servei van complicar els assumptes deixant extraoficialment els hospitals, tornant precipitadament a les seves unitats per reincorporar-se a la batalla per no semblar un simulador. En aquests casos, fins i tot si un membre del servei hagués rebut ferides reals en combat, tant l'atorgament del Cor porpra, com la visita sencera a l'hospital, no es van registrar als registres oficials.
Els membres del servei que sol·licitin premis retroactius del Cor porpra normalment s'han de sol·licitar a través del National Personnel Records Center. Després d'una revisió dels registres de servei, els membres qualificats de l'exèrcit reben el Cor porpra pel Comandament de Recursos Humans de l'exèrcit dels Estats Units a Fort Knox, Kentucky . Els veterans de la Força Aèria reben el Cor porpra per part de l'Oficina de Premis de la Base de la Força Aèria Randolph , mentre que la Marina, el Cos de Marines i la Guàrdia Costanera presenten Cors porpra als veterans a través de l'oficial d'enllaç de la Marina al Centre Nacional de Registres de Personal. Els errors clericals simples, on un cor morat es denota als registres militars, però simplement es va ometre d'un formulari WD AGO 53-55 (predecessor del) Formulari DD 214 (informe de separació), es corregeixen in situ al Centre Nacional de Registres de Personal. mitjançant l'emissió d'un document DD-215.